# 3,3,5-trimetilciclohexil metilfosfonato de piridin-3-ilo
3,3,5-trimetilciclohexil metilfosfonato de piridin-3-ilo é um neurotóxico organofosforado sintético formulado em C15H24NO3P.